# Граведона
Граведона (итал. Gravedona ed Uniti) — коммуна в Италии, находится в регионе Ломбардия, подчиняется административному центру Комо.
Население составляет 2779 человек, плотность населения составляет 436 чел./км². Занимает площадь 6 км². Почтовый индекс — 22015. Телефонный код — 0344.
Покровителем коммуны почитается святой Викентий из Сарагосы, празднование 22 января.

## История
Граведона является одним из самых важных художественных центров озера Комо. Основанный в предроманский период, городок был преуспевающей коммуной в средние века и союзником Милана во время десятилетней войны. В XVI веке Граведона была столицей «Трёх главных приходов озера Комо», затем перешла во владение к Толомео Галлио, сумела сохранить определенную автономию даже под господством Висконти и Сфорца. Особой гордостью Граведоны было ювелирное искусство, особенно благодаря семье Сергрегори. Экономика городка в прошлом основывалась на рыболовстве, земледелии и скотоводстве. Граведона — это важный коммерческий центр и летний курорт.

## Достопримечательности
Среди достопримечательностей Граведоны дворец кардинала Толомео Галлио (Palazzo Galio), спроектированный Пеллегрини в конце XVI века. Среди гор Граведоны дорога поднимается до Ливио (Livio), 665 м. над ур. м., через Пельо (Peglio), где находится приходская церковь, украшенная знаменитыми произведениями искусства, включая картины фламандских мастеров и школы Гуэрчино. Из Ливио берет начало тропа, ведущая к «приюту Комо» на 1790 м. над ур. м. на берегу озера Даренго (Darengo).
Самым знаменитым памятником в Граведоне является церковь «Santa Maria del Tiglio», первоначально баптистерий (V век), превращенный в романскую церковь между 1150 и 1175 гг., отделанная белым и серым мрамором с элементами северной архитектуры. Церковь Св. Винсента (San Vincenzo), построена около 1050 года на месте бывшей часовни пятого века, восстановлена в семнадцатом и восемнадцатом веках. До наших дней от древней постройки сохранился склеп и две надписи шестого века.